# Brian Nash
Brian Philip Nash (* 20. Mai 1963 in Liverpool, England) ist ein britischer Gitarrist, Autor und Schauspieler. Er war Mitglied der Popband Frankie Goes to Hollywood und ist Betreiber des Plattenlabels Babylon Pink. Sein Spitzname ist Nasher Nash.

## Leben
Nash arbeitete als Elektriker, als er zusammen mit Peter Gill und Holly Johnson die Band Sons of Egypt gründete. 1980 verließen Gill und Johnson die Band und gründeten Frankie Goes to Hollywood. Nash folgte ihnen später. Die erste Single Relax erreichte Platz 1 in den UK-Charts im Jahr 1984.
Nash lehnte die Teilnahme an einer Frankie Goes to Hollywood Reunion 2004 ab, stimmte aber später einer Reunion zu, als der TV-Sender VH1 mit der Sendung, Show Bands Reunited an ihn herantrat. Die Band kam im Fernseh Studio wieder zusammen, trat aber am Ende nicht gemeinsam auf, weil Holly Johnson dies ablehnte.
2008 veröffentlichte er sein drittes Album unter dem Titel A Lo Minimo und im Juli 2009 nahm Nash eine Coverversion von You’ll Never Walk Alone für die Beerdigung seines Vaters auf. 2012 schrieb er ein Buch über sein Leben und die Band Frankie Goes to Hollywood. 2013 produzierte Nash das Album der Experimental Band, Ground Pilots – In The Way Of The Oceans. Als Schauspieler wirkte er 2015 in dem Film Saturday, von Mike Forshaw mit, in der Rolle eines Dockarbeiters.

## Diskografie
Mit Frankie Goes To Hollywood
- 1984 – Welcome To The Pleasuredome, (ZTT Records)
- 1986 – Liverpool, (ZZT Records)

Als Nasher
- 1999 – Ripe, (Babylon Pink)
- 2003 – Le Grande Fromage, (Babylon Pink)
- 2010 – A Lo Minimo, (Babylon Pink)
- 2017 – 432 -1 : Open The Vein, (Babylon Pink)

## Filmografie
- 2015 – Film Saturday, Rolle als Dockarbeiter, Drama, Regie: Mike Forshaw